# ريان فاغنر
ريان فاغنر (بالإنجليزية: Ryan Wagner)‏ هو لاعب كرة قاعدة أمريكي، ولد في 15 يوليو 1982 في يواكوم في الولايات المتحدة.